# Хороми

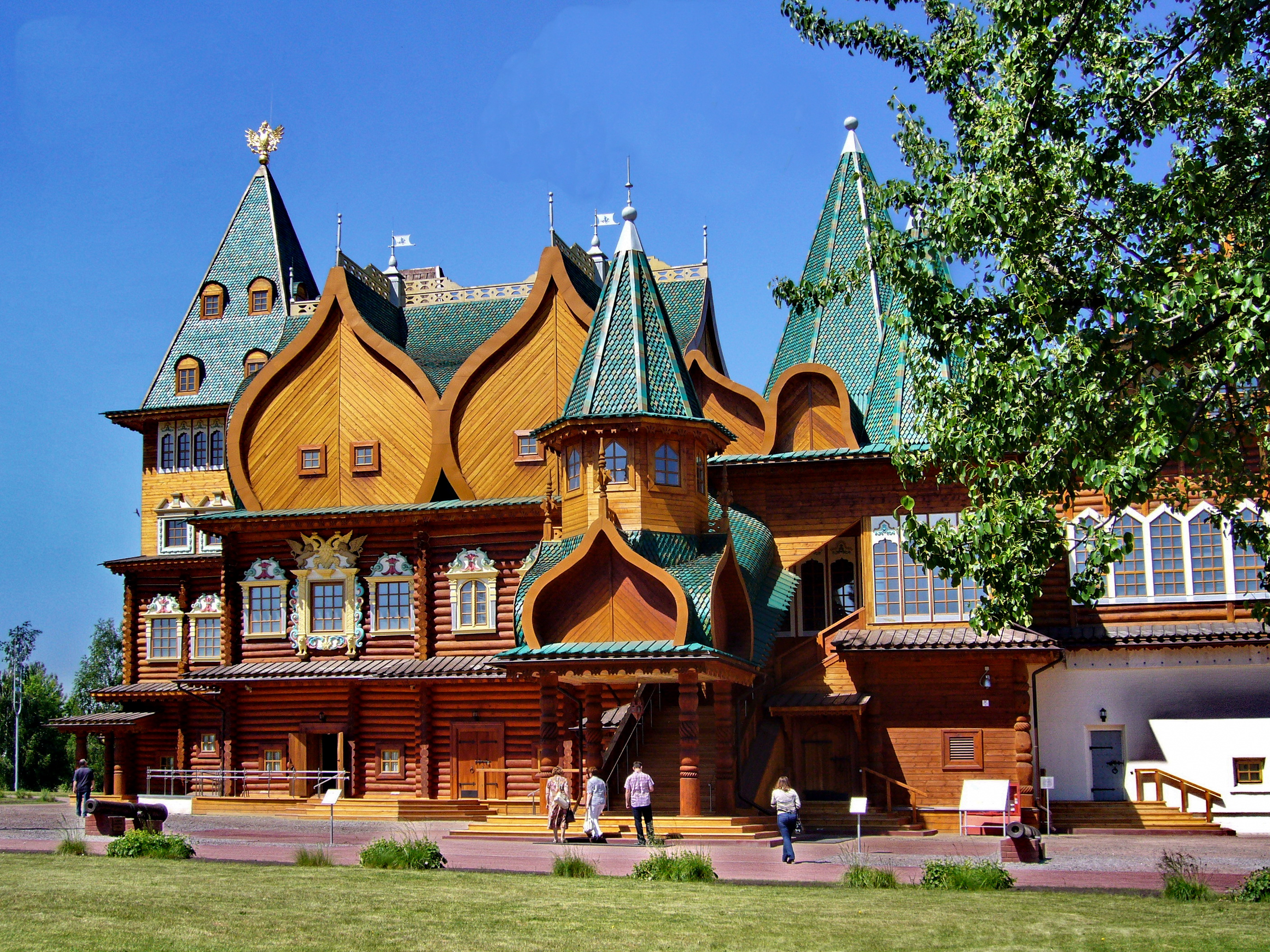
Реконструкція Коломенського палацу (музей-заповідник «Коломенське», Москва, Росія)

Хоро́ми (род. відм. хоромів і хором) — великий розкішний будинок. Частіше за все цей термін вживається щодо палаців Давньої Русі, староукраїнських і староросійських багатих будівель. Зазвичай має форму множини, але засвідчені також форми «хорома», «хоромина».

## Етимологія
Слово «хороми» (д.-рус. хоромъ) походить від прасл. *xormъ, звідки також і старослов'янська неповноголосна форма храмъ, яку було запозичено до східнослов'янських мов у значенні «культова споруда», «Божий дім», «храм». Праслов'янське *xormъ, як припускають, первісно значило «дах», потім «високий дім», і відновлюють для нього ранішу форму *ksorm-, яку виводять від пра-і.є. *skormo або *sormo і порівнюють з дав.-інд. harmyam («дім», «палац», «фортеця»). Малоймовірне виведення *xormъ з грец. χηραμός («нора», «сховище»), з араб. ḥaram («священна частина дому», «гарем»), пояснення як тюркізму (пор. алт. korum «захист», «табір», тур. kurum — «установка»), як і порівняння з хеттськ. karimmi — «храм». Співзвучність з грец. όχύρομα («фортеця»), очевидно, теж є випадковою.

## Історія

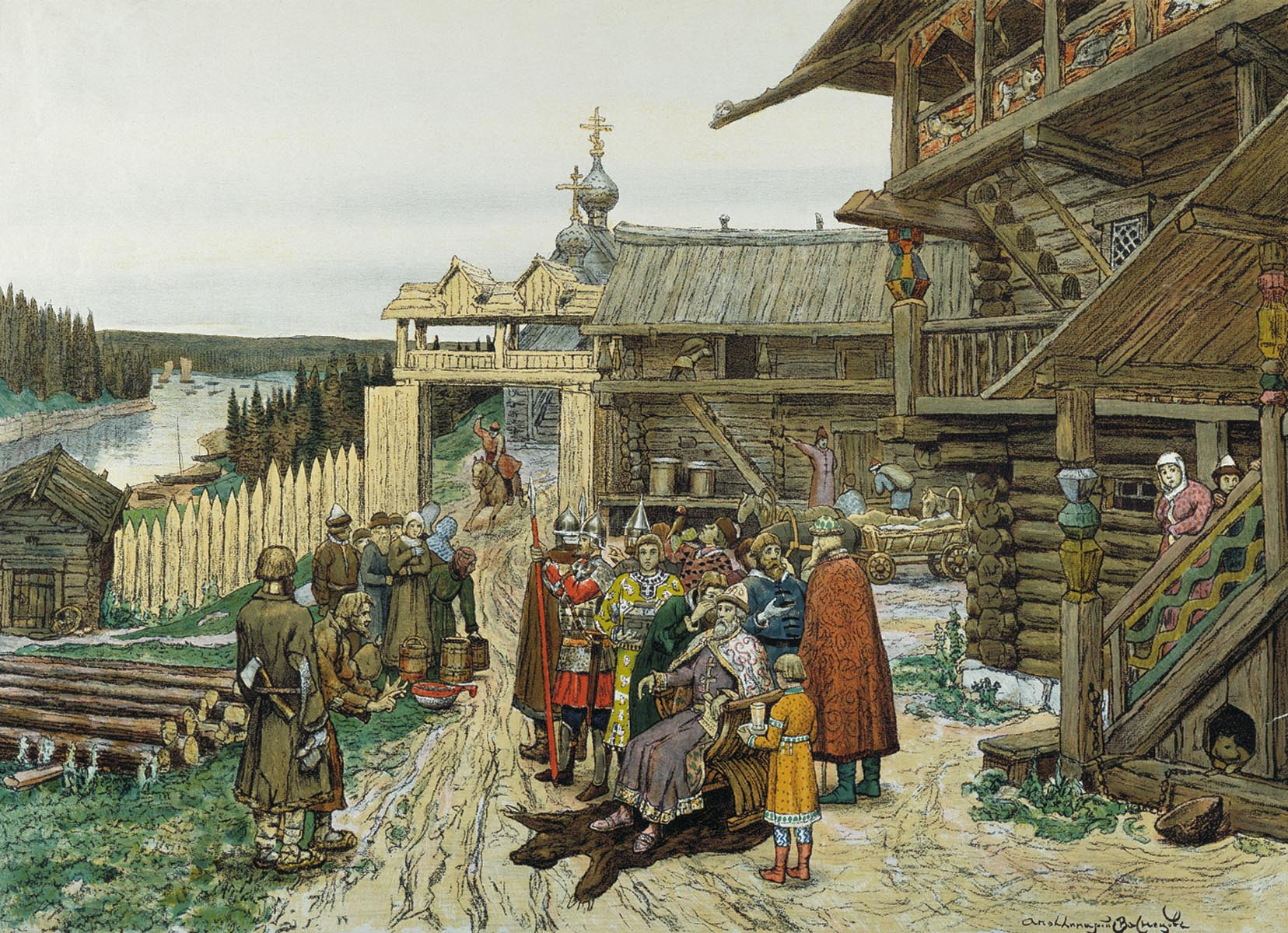
А. М. Васнецов, Двір удільного князя, 1908 р.

Архітектура Давньої Русі була представлена майже виключно дерев'яними будівлями. Будинки князів, бояр і заможних жителів, що зазвичай і йменуються «хоромами», складалися з кількох зрубів — вони називалися «клітями» і утворювали цілий комплекс приміщень. У великих містах хороми були багатоповерховими. Півпідвальним поверхом було підкліття — у ньому розташовувалися підсобні приміщення. На підклітті ставили кліть — у цьому разі її називали горницею («гірницею»), тобто «горнею кімнатою», якщо в ній було багато вікон, вона йменувалася світлицею. Над нею був верхній поверх, що звався вишкою, у князівських і боярських хоромах — теремом, навколо якого влаштовували галерею, балкон. У багатих будинках клітей було декілька, з'єднаних сінями, з горниці критий перехід вів у гридницю — вежоподібну будівлю на підклітті, призначену для зборів молодших дружинників (гриднів), бенкетів, прийомів. Виходи з клітей обладнували ґанками («рундуками»), до яких вели сходи — часто з кількох маршів, сполучених майданчиками. Великоросійські хороми XVI—XVIII століть прикрашалися шатрами, бочками.
Приміщення великих хоромів поділялись на 3 види. До перших належали «покої», хороми-спальні, у тому числі й сіни — неопалювані напівтемні кімнати, де влаштовували постіль у літній період. Опалювані у холодну пору року приміщення називалися «істьбами». До другої групи, «непокоєвих» хоромів, можна віднести гридниці, світлиці. Вони використовувалися для прийомів, бенкетів і з'єднувалися з «покоями» сіньми, критими переходами. До третьої групи належали службові приміщення — кухня, місця для прислуги. Їх розміщували в підклітті, відводили під них окремі зруби, що з'єднанувались з хоромами переходами (на зразок пізніших флігелів). Поруч стояли дворові будівлі — погреби, льодовні, хліви, комори, лазні.
Двір обносили тином з дерев'яних паль, загострених згори. Ворота навішували на ушулах або влаштовували їх у спеціальній вартовій башті.

## Інші значення
- Хоромами у деяких діалектах (наприклад, на Гуцульщині) могли називати сіни[1]. «Хорімцями» називаються сіни в колибі[10].

## Прислів'я
- Не літай вороно, в чужі хороми (не літати вороні в панські хороми) — знай своє місце

## Галерея

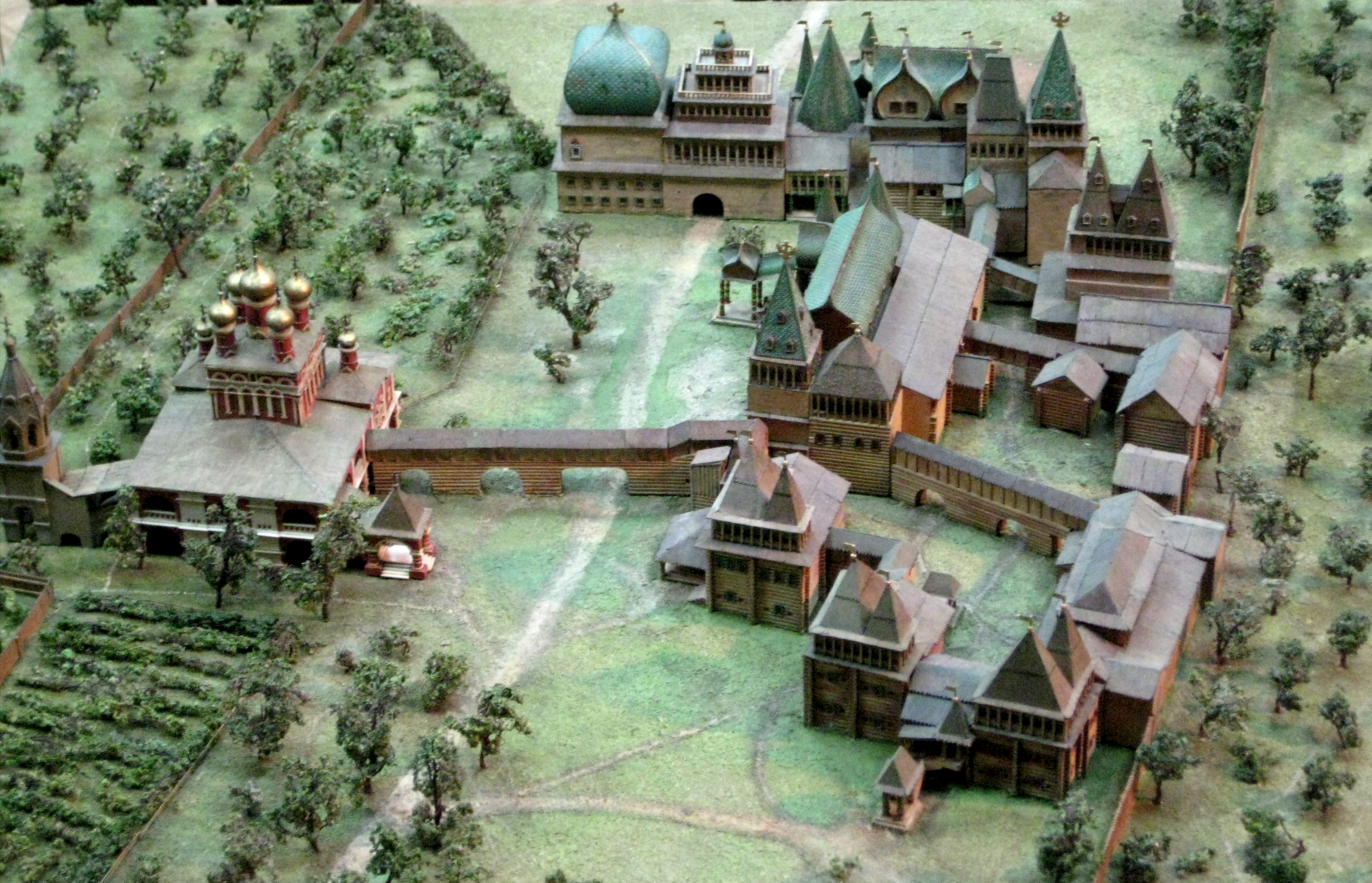
Макет Коломенського палацу
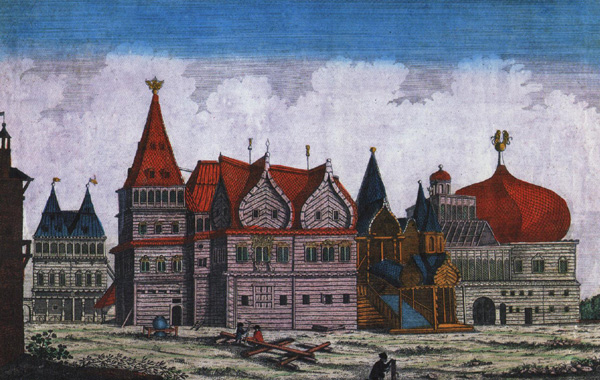
Палац у Коломенському. Гравюра 1780 р.
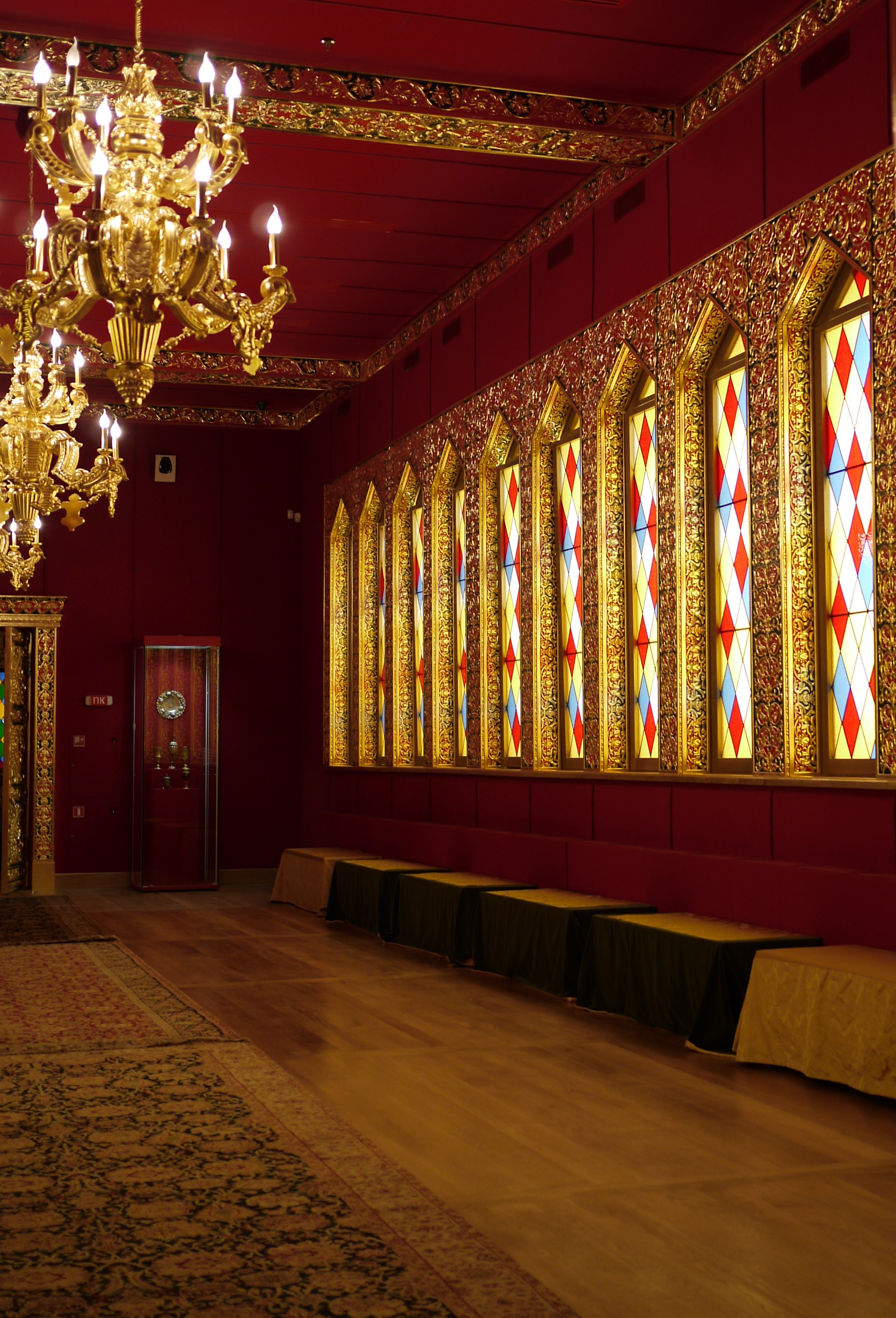
Парадна зала Коломенського палацу. Реконструкція
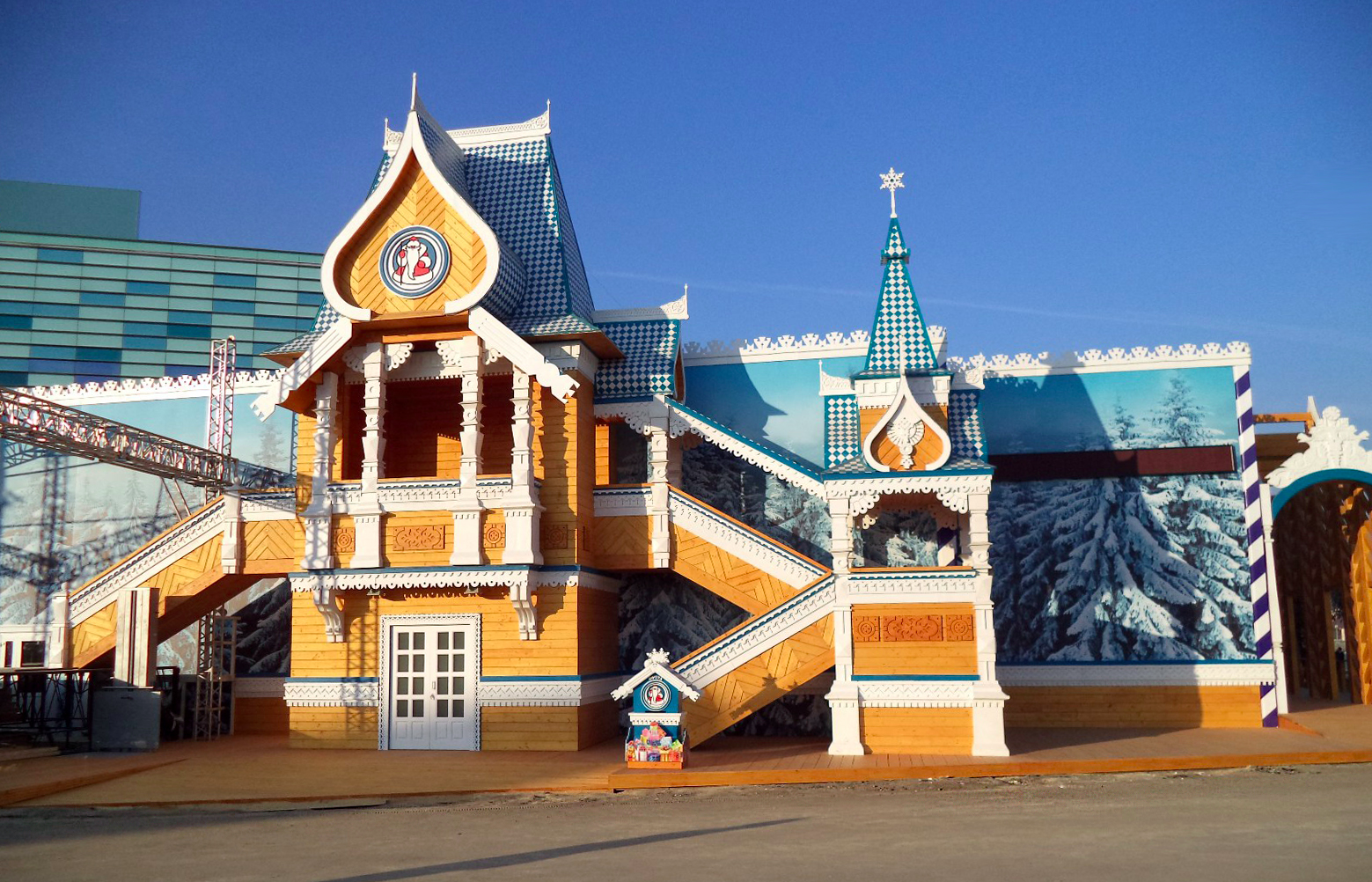
Резиденція Діда Мороза на Олімпіаді-2014 в Олімпійському парку Сочі
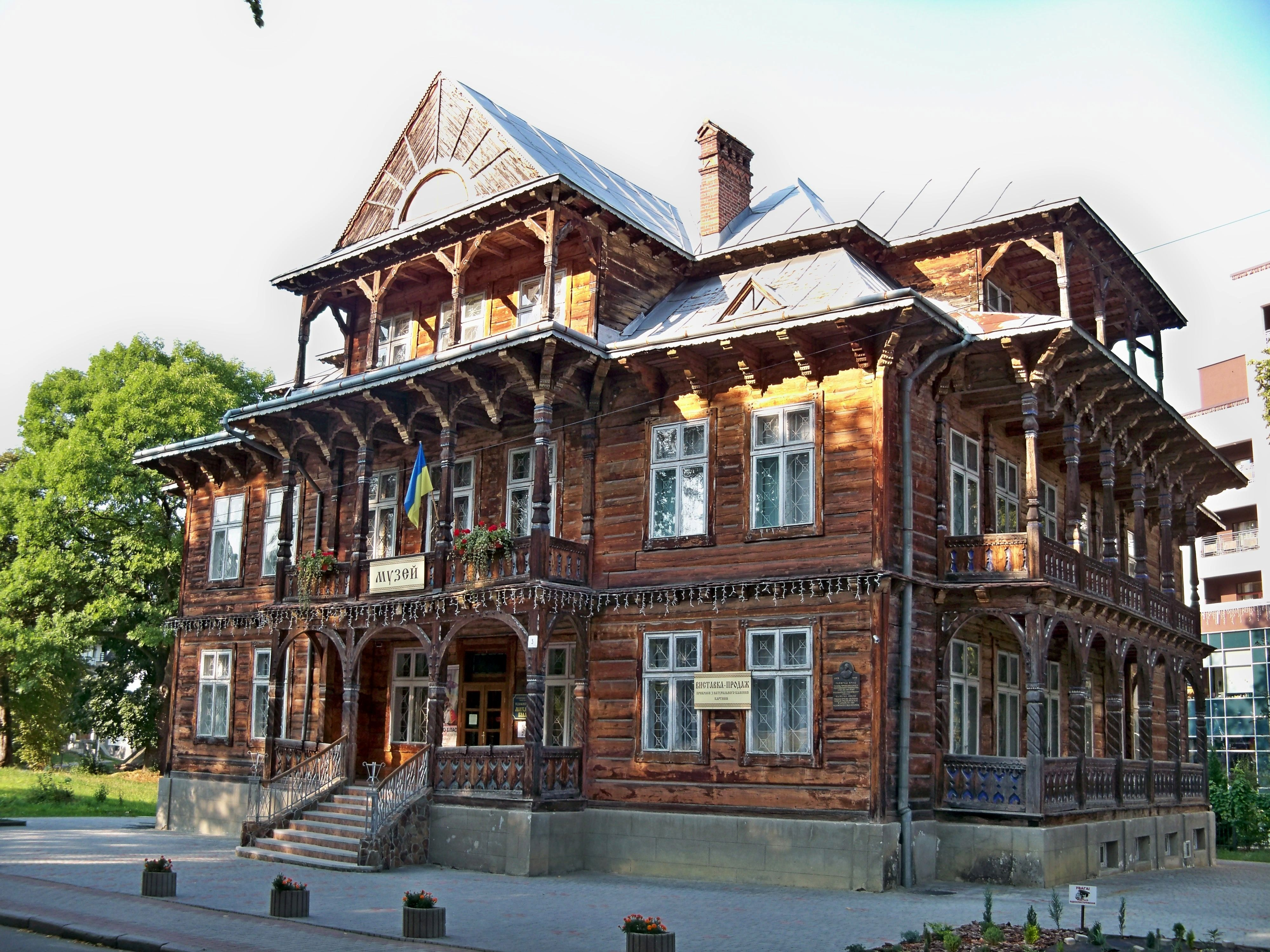
«Вілла Гопляна» в Трускавці — будова 1920-х років з елементами давньоруського декору
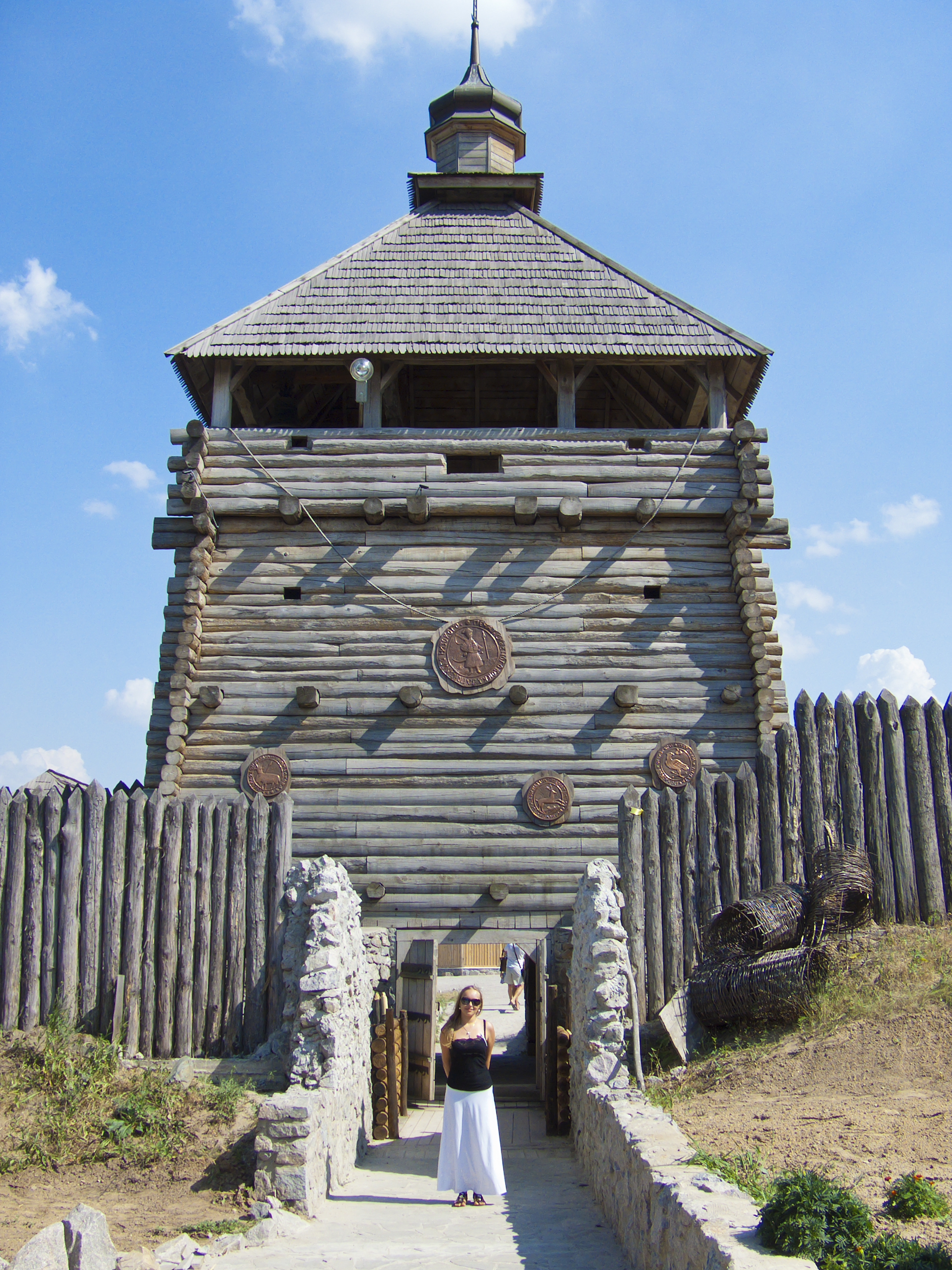
Вартова башта. Реконструкція. Національний заповідник «Хортиця»
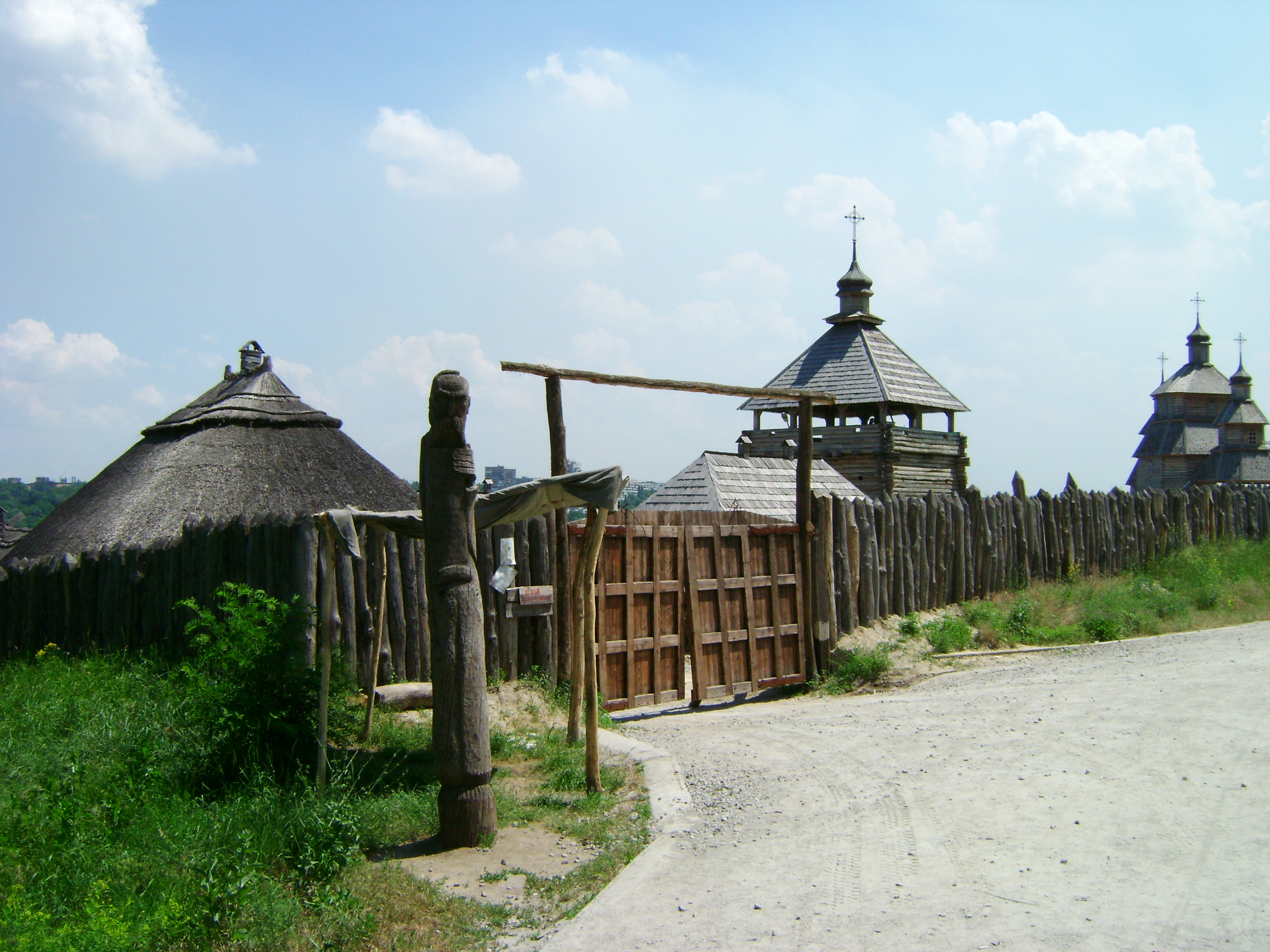
Тин і ворота на ушулах. Реконструкція. Національний заповідник «Хортиця»